# Liste der Bodendenkmäler in Jülich
Die Liste der Bodendenkmäler in Jülich enthält die denkmalgeschützten unterirdischen baulichen Anlagen, Reste oberirdischer baulicher Anlagen, Zeugnisse tierischen und pflanzlichen Lebens und paläontologischen Reste auf dem Gebiet der Stadt Jülich im Kreis Düren in Nordrhein-Westfalen (Stand: Dezember 2018). Diese Bodendenkmäler sind in Teil B der Denkmalliste der Stadt Jülich eingetragen; Grundlage für die Aufnahme ist das Denkmalschutzgesetz Nordrhein-Westfalen (DSchG NRW).
| Bild            | Bezeichnung                                                                      | Lage                                                                    | Beschreibung                   | Bauzeit | Eingetragen seit | Denkmal- nummer |
| --------------- | -------------------------------------------------------------------------------- | ----------------------------------------------------------------------- | ------------------------------ | ------- | ---------------- | --------------- |
|                 | Schwedenschanze                                                                  | Broich                                                                  |                                |         |                  | 1               |
|                 | Bodendenkmal Zitadelle                                                           | Jülich                                                                  |                                |         |                  | 2               |
|                 | Brückenkopf                                                                      | Jülich                                                                  |                                |         |                  | 3               |
| BW              | Stadtbefestigung Juliacum 16. Jahrhundert                                        | Jülich Große Rurstraße 88 Karte                                         |                                |         |                  | 4               |
| BW              | Stadtbefestigung Juliacum 16. Jahrhundert                                        | Jülich Große Rurstraße 90 Karte                                         |                                |         |                  | 5               |
|                 | frühmittelalterliches Reihengräberfeld                                           | Jülich Große Rurstraße/Herzog-Wilhelm-Allee                             |                                |         |                  | 7               |
|                 | Stadtmauer                                                                       | Jülich zwischen Stiftsherrenstraße und Poststraße                       |                                |         |                  | 8               |
|                 | Römischer Vicus und römische Kastellmauern und römische Straße                   | Jülich zwischen Markt, Kleine Rurstraße, Grün- und Raderstraße          |                                |         |                  | 9               |
|                 | Römisches Gräberfeld entlang der Römerstraße                                     | Jülich Starenweg                                                        |                                |         |                  | 10              |
|                 | Poststraße (Stadtbefestigung nach 1547) – später Kölner Tor und Bastion Eleonore | Jülich Flur 18, Flurstück 254, 19 –248 (Poststraße selbst)              |                                |         |                  | 11              |
|                 | steinzeitliches Erdwerk der Michelsberger Kultur                                 | Stetternich                                                             |                                |         |                  | 12              |
| BW              | Ravelin aus dem 17. Jahrhundert                                                  | Jülich Kölnstraße 26 Karte                                              |                                |         |                  | 13              |
|                 | Römerstraße von Jülich nach Köln                                                 | Jülich/Stetternich                                                      |                                |         |                  | 14              |
|                 | Hauptburgwüstung Bourheimer Burg                                                 | Bourheim                                                                |                                |         |                  | 15              |
|                 | Oberflächenfundplatz Brühlspfad                                                  | Merzenhausen                                                            |                                |         |                  | 16              |
|                 | Römische Siedlungswüstung                                                        | Koslar 800 m westl. von Koslar und 1 Kilometer nördliche von Engelsdorf |                                |         |                  | 17              |
|                 | Hofesfeste Burg Güsten                                                           | Jülich                                                                  |                                |         |                  | 18              |
| Motte Altenburg | Motte Altenburg                                                                  | Altenburg Karte                                                         |                                |         |                  | 19              |
|                 | Wasserburg Linzenich                                                             | Bourheim                                                                |                                |         |                  | 20              |
| BW              | mittelalterliche Befestigung, spätantike Funde                                   | Jülich Große Rurstraße 66 Karte                                         |                                |         |                  | 21              |
|                 | Am Aachener Tor                                                                  | Jülich                                                                  |                                |         |                  | 22              |
|                 | Kurtinen                                                                         | Jülich Grünstraße                                                       |                                |         |                  | 23              |
|                 | ehemalige Renaissance-Stadtbefestigung                                           | Jülich                                                                  |                                |         |                  | 24              |
| BW              | archäologische Funde                                                             | Jülich Große Rurstraße 75 Karte                                         |                                |         |                  | 25              |
| BW              | Wasserburg Schloss Kellenberg                                                    | Barmen Karte                                                            |                                |         |                  | 26              |
| BW              |                                                                                  | Jülich Kleine Rurstraße/Ecke Große Rurstraße 94 Karte                   |                                |         |                  | 27              |
|                 | Oberflächenfundplatz „Ederer Weg“                                                | Barmen                                                                  |                                |         |                  | 28              |
|                 | Kartäuserkloster (Haus Königskamp)                                               | Jülich                                                                  |                                |         |                  | 29              |
|                 | Oberflächenfundplatz „Barmener Heide“                                            | Barmen                                                                  |                                |         |                  | 30              |
|                 | Stadtmauer Bauhofstraße                                                          | Jülich                                                                  |                                |         |                  | 31              |
|                 | Kirche St. Martinus                                                              | Barmen                                                                  |                                |         |                  | 32              |
|                 | Stadtbefestigung, Lünette A                                                      | Jülich Berliner Straße                                                  |                                |         |                  | 33              |
|                 | Stadtbefestigung Halbbastion St. Franziskus                                      | Jülich Schützenstraße                                                   |                                |         |                  | 34              |
|                 | Siedlung Juliacum Ecker Römer-/Neußer Straße                                     | Jülich                                                                  |                                |         |                  | 35              |
|                 | Stadtbefestigung Walramplatz                                                     | Jülich                                                                  |                                |         |                  | 36              |
|                 | Propsteikirche                                                                   | Jülich                                                                  |                                |         |                  | 37              |
| BW              | Siedlung Juliacum                                                                | Jülich Baierstraße 7 Karte                                              |                                |         |                  | 38              |
| BW              | Siedlung Juliacum                                                                | Jülich Poststraße 4 Karte                                               |                                |         |                  | 39              |
| BW              | Siedlung Juliacum                                                                | Jülich Kapuzinerstraße 1 Karte                                          |                                |         |                  | 40              |
| Hügel Lorsbeck  | Hügel Lorsbeck                                                                   | Jülich                                                                  |                                |         |                  | 41              |
|                 | Grabenanlage                                                                     | Jülich im nordöstlichen Teil des Forschungszentrums                     |                                |         |                  | 42              |
|                 | Grabenanlage Gut Lindenberg                                                      | Stetternich                                                             |                                |         |                  | 43              |
| BW              | Mittelalterliche Wasserburg – Haus Overbach                                      | Barmen Karte                                                            |                                |         |                  | 44              |
| BW              | Siedlung Juliacum                                                                | Jülich Schützenstraße 36 Karte                                          |                                |         |                  | 45              |
|                 | Siedlung Villa Rustica                                                           | Bourheim                                                                |                                |         |                  | 46              |
| BW              | Siedlung Juliacum                                                                | Jülich Grünstraße 18 Karte                                              | vorläufige Unterschutzstellung |         |                  | 47              |
|                 | Mesolithische saisonale Freilandstation „Kartäuser Wald“                         | Jülich                                                                  |                                |         |                  | 48              |
| BW              | Grundstück ehemalige Bahnmeisterei Jülich (Via Belgica)                          | Jülich Römerstraße 16b Karte                                            |                                |         |                  | 49              |
|                 | „Michelsberger Erdwerk“                                                          | Jülich/Stetternich                                                      |                                |         |                  | 50              |
|                 | „Jülicher Mühlenteich“                                                           | Jülich                                                                  |                                |         |                  | 51              |
|                 | „Kirchberger Mühlenteich“                                                        | Barmen/Bourheim/Jülich/Kirchberg/Koslar                                 |                                |         |                  | 52              |
| BW              | Konzepta-Funde                                                                   | Jülich Schützenstraße 20–22 Karte                                       | vorläufige Unterschutzstellung |         |                  | 53              |
|                 | Römischer Vicus Neubourheim                                                      | Bourheim an der Aachener Landstraße                                     |                                |         |                  | 54              |